# Bracknell Forest
Bracknell Forest è un'autorità unitaria del Berkshire, Inghilterra, Regno Unito, con sede a Bracknell.
Il distretto fu creato con il Local Government Act 1972, il 1º aprile 1974 come distretto non metropolitano di Bracknell dal Distretto rurale di Easthampstead, prima di cambiare nome nel 1988, quando ricevette lo status di borough.

## Parrocchie civili
- Binfield
- Bracknell
- Crowthorne (in parte nel Borough di Wokingham)
- Reading
- Sandhurst
- Warfield
- Winkfield